# 猿山岬
猿山岬（さるやまみさき）は、石川県輪島市門前町深見と門前町吉浦の間にある、日本海に面した岬である。最大標高は猿山の332mで西側は侵食によって高さ200mもの断崖絶壁となって海に接している。先端に130万カンデラの猿山岬灯台がある。

## 自然

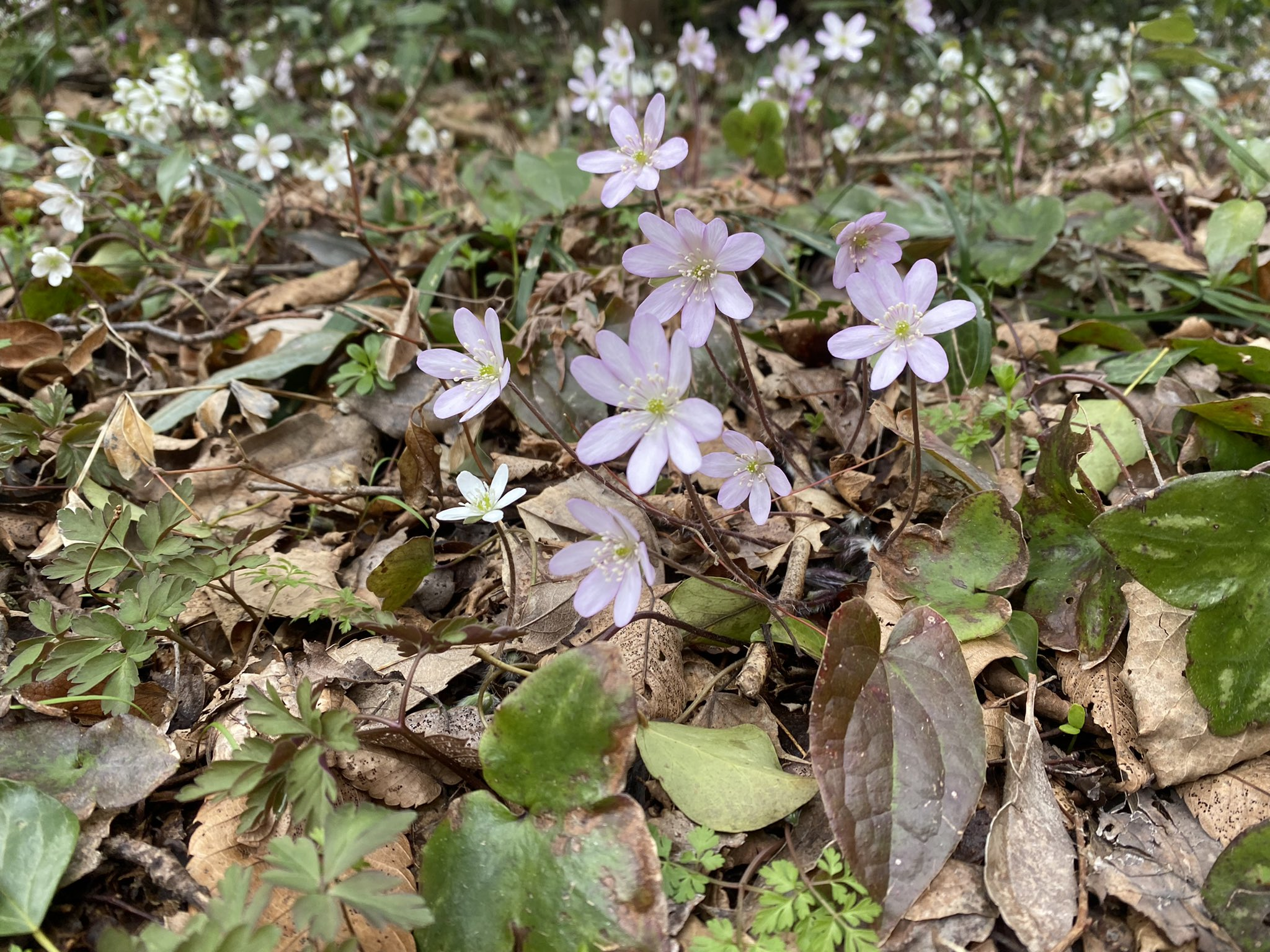
猿山岬の雪割草

能登半島国定公園に指定されている猿山一帯は早春に咲く雪割草の大群生地として知られ、4月ごろミスミソウとスハマソウとその中間型が見られ能登雪割草まつり・門前そばの市のイベントが毎年開かれている。他にはイチリンソウやギョウジャニンニクが下草として見られる。樹林は能登半島では数少ない自然林でケヤキ、エノキ、シナノキ、イタヤカエデなどの落葉樹が見られる。門前町深見から娑婆捨峠まで約4kmの猿山自然歩道があり散策することが可能

## 地理・地質

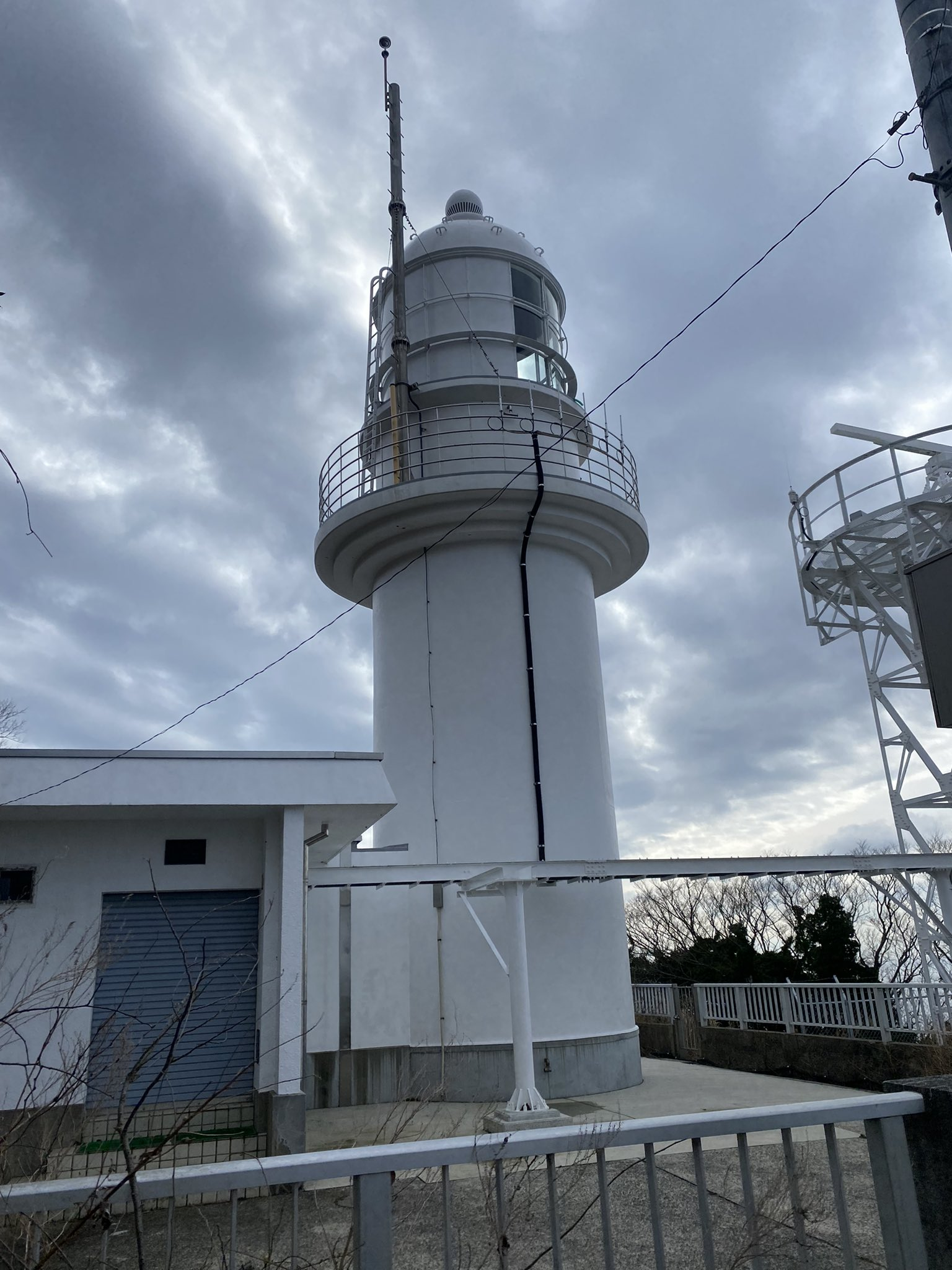
猿山岬灯台

西側や北側は断崖絶壁で高さ200mの岩壁や桜滝などがある。一方で東側や北側はなだらかで耕地となっている。
地質は安山岩を主とし、溶結凝灰岩や流紋岩が見られる。